# Oxytate concolor
Oxytate concolor es una especie de araña cangrejo del género Oxytate, familia Thomisidae. Fue descrita científicamente por Caporiacco en 1947.

## Distribución
Esta especie se encuentra en Etiopía.

## Tratamiento taxonómico
La especie aparece registrada y publicada en Arachnida Africae Orientalis, a dominibus Kittenberger, Kovács et Bornemisza lecta, in Museo Nationali Hungarico servata. Annales Historico–Naturales Musei Nationalis Hungarici 40: 97–257.